# Orgue electrònic
Un orgue electrònic és un instrument musical de teclat electrònic que deriva de l'harmònium, orgue i orgue de teatre. Originalment, va ser dissenyat per imitar el so dels orgues de tubs, els orgues de teatre, els sons de la banda, o els sons orquestrals. L'orgue electrònic és de la família d'aeròfons, l'aire surt per els diferents tubs amb diferents mides que fan que cada tub tingui un so diferent. Al pressionar cada tecla el tub que coincideix amb aquella tecla s'obre i deixa passar l'aire.